# اس‌اس موهگان
اس‌اس موهگان (به انگلیسی: SS Mohegan) یک کشتی بود که طول آن ۴۷۵ فوت (۱۴۵ متر) بود. این کشتی در سال ۱۸۹۸ ساخته شد.